# Micronycteris brosseti
Micronycteris brosseti' är en däggdjursart som beskrevs av de amerikanska zoologerna Simmons, Nancy B., and Robert S. Voss, 1998. Arten ingår i släktet Micronycteris, och fladdermusfamiljen bladnäsor. IUCN kategoriserar arten globalt som föremål för kunskapsbrist.

## Utbredning
Micronycteris brosseti finns i norra delarna av Sydamerika och har rapporterats i Brasilien, Franska Guyana, Guyana, Venezuela, Colombia, Ecuador och Peru.

## Övrigt
Arten livnär sig på insekter, men även i mindre omfattning frukter. Mycket litet är känt om den nyligen beskrivna arten.